# Mike Rose
Mike Rose (* 22. November 1932 in Grünenplan bei Delligsen, Niedersachsen; † 16. August 2006 in Bamberg, Bayern; eigentlich Klaus Viktor Gottfried Rose) war ein deutscher Maler, Bühnenbildner und Schriftsteller.

## Leben

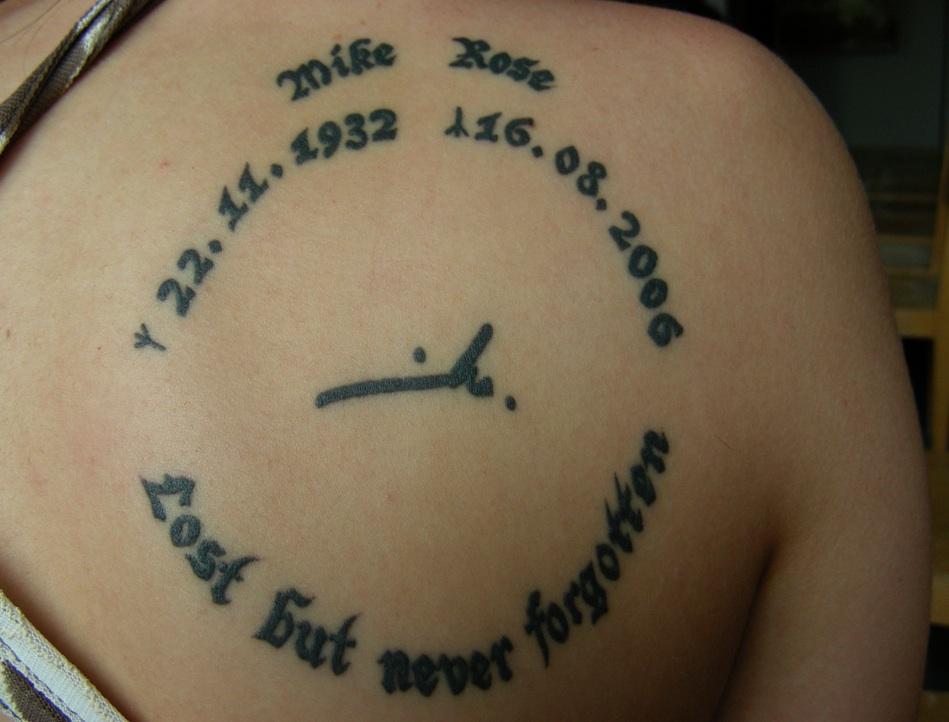

Mike Rose erlebte den Zweiten Weltkrieg in Thüringen; den Zusammenbruch und Wiederaufbau in beiden Teilen Deutschlands. Nach dem Abitur studierte er ab 1952 Medizin, Psychologie, Philosophie, Literatur und Kunstgeschichte in Göttingen. Er arbeitete nebenbei als Werkstudent im Labor, in Fabriken, auf dem Bau, im Bergwerk, im Hafen. Bereits vor dem Abitur begann er zu schreiben und zu malen.
Seine erste Ausstellung fand 1958 in Hamburg statt. 1959 arbeitete er als freier Bühnenbildner in Bayreuth bei den Richard-Wagner-Festspielen und wurde dann Bühnenbildner in Bamberg. Um seine künstlerische Arbeit unabhängig zu gestalten, studierte er 1965/1966 Pädagogik und machte 1966 das erste und 1969 das zweite Staatsexamen. Er unterrichtete als Lehrer zunächst in der Volksschule und später nach erneutem Examen als Sonderschullehrer. Er war Ausbildungslehrer für die Ausbildung von Fachlehrern (1974–1975), Praktikumsbetreuer für Praktikanten des Fachbereichs des Sozialwesens der Universität Bamberg (1975–1985). Bis 1979 arbeitete er weiter als Gastbühnenbildner am Bamberger Theater. Von 1971 bis 1972 war er zweiter Vorsitzender des Bundesverband Bildender Künstler Oberfranken. 1972 wurde er Mitglied der Gruppe Lettriste, Paris. In diesem Rahmen beteiligte er sich an deren Ausstellungen bis in die 1980er Jahre.
In circa 200 Ausstellungen in Berlin, Castrop-Rauxel, Frankfurt/Main, Kassel, Köln, München, Nürnberg, Plauen, Nizza, Paris, Straßburg, Bologna, Zürich, Bern, Graz, Budapest, Boston, New York und San Franzisko zeigte er abstrakte, Schrift- und Zeichen-Bilder, Collagen, Objekte, Plastiken. Im Rahmen seiner Idee der Communication-Art entstand 1973 die didaktische Galerie "studio M", in der er bis 1988 einen Querschnitt durch die zeitgenössische Kunst aller Richtungen zeigte. Zudem war er von 1972 bis 1978 als Dozent an der Volkshochschule Bamberg tätig. Seine Tätigkeit erstreckte sich auf Erwachsenenbildung im Bereich bildender Kunst, Einführung in die Kunst der Gegenwart, Aufbau von Kindermalkursen und bildnerische Arbeit mit Strafgefangenen der Justizvollzugsanstalt Bamberg. Neue Impulse für seine Malerei und schriftstellerischen Tätigkeit bekam er durch Studienreisen nach Italien, Frankreich, Spanien und Griechenland. 2003 erhielt er den Berganza-Preis des Kunstvereins Bamberg.
Nach Grünenplan, Gehren, Ilmenau, Alfeld/Leine, Göttingen, Hannover und Hamburg, wurde Bamberg seine Heimat. Er war mehrmals verheiratet und hat sechs Kinder. Sein Schaffen wurde durch eine schwere Blutkrebserkrankung und Diabeteskrankheit mit nachfolgender Beinamputation beendet. Mike Rose erlag seiner Krankheit im Jahre 2006 und wurde auf dem Bamberger Friedhof beigesetzt.
Arbeiten Roses befinden sich unter anderem im Besitz der Bamberger Bank, Citibank, Sparkasse Bamberg sowie der Städte Bamberg, Castrop-Rauxel, München und Nürnberg.

## Werk
Sein Werk erstreckt sich von der Malerei bis hin zur Schriftstellerei, wobei er selbst sich als "Painter und Poet" sah.
Sein malerisches Werk ist in 5 Phasen unterteilt:
- Arbeiten bis 1964: Die Bilder von 1959–1964 sind zunächst gegenständlich, dann abstrakt. Die Auseinandersetzung mit Material jeglicher Form war ein wesentlicher Punkt. Es entstanden Sandbilder, wo Sand, Lack, Ölfarbe aus der Tube gedrückt verwendet wurde. Aber auch Papier, Stoffe und Leinwand in verschiedenster Grobheit wurden verwendet. Ab 1964 kam der Übergang von den Collagen zu den Schriftbildern.

- 1964–1972: Die Collagen wie die "Weltbildcollage" brachte die Schrift als Struktur in die Arbeit und damit die Auseinandersetzung mit der Schrift, dem Einzelbuchstaben, der Reduktion der Schrift. An diesem Punkt kam die Begegnung mit den Pariser Lettristen.

- 1972–1985, Schriftbilder: Die Begegnung mit den Parisern Lettristen war für Mike Rose prägend. Nach hypergrafischen Versuchen entwickelte Mike Rose die "Zeichen im Zeichen". Das "Superzeichen" wird durch kleine und Kleinstzeichen ergänzt und bildet insgesamt eine ganzheitliche Aussage. Rose schuf dabei in schwarzer und roter Farbe auf rauer Leinwand aufgebrachte Motive. Die nachfolgende "Großzeichen-Serie" stellt die Reduktion der vorher genannten Serie dar. Eugen Gomringer schrieb über Mike Rose: "Er darf sich heute ganz richtig als 'Der deutsche Beitrag zum Lettrismus' bezeichnen lassen."[2]

- 1985–1995, Multidimensionale Bilder: Bei einer Spanienreise kam Mike Rose die Idee, dass realer und imaginierter Raum durch Reflexion Raum vergrößern können, z. B. durch Spiegel. Bei mehrfacher Spiegelung vergrößert sich der Raum noch mehr. Ebenso hatten die Kubisten schon durch das Zusammenziehen verschiedener Perspektiven das Phänomen Raum neu gestaltet. Eine Ikonenserie vor einer impulsgebenden Griechenlandreise setzte neue Gedanken in Gang. Der Raum wurde mit Buchstaben und Zeichen in Verbindung gebracht. Raum und Zeichen hatten für Rose eine ähnliche Beziehung, vor allem durch ihre Unendlichkeit an Möglichkeiten. Die "Multidimensionalen Konstruktionen" entstanden. Nach einer weiteren Auseinandersetzung mit dem Raum und den verschiedenen Wahrnehmungsmöglichkeiten entstehen die "Multidimensionalen Räume" und das "Multidimensionale Denken".

- 1995–2006, Emotionales: Nach der Phase der multidimensionalen Bilder rückten die Emotionen in den Mittelpunkt. Der aufklärerische Dialog, das Miteinander und die Ich-Erkenntnis waren das wichtigste Anliegen und das Vermächtnis des Künstlers. Eva Harker kommentiert: "Diese Seelenzustands-Beschreibungen in großzügiger, farbiger Bilderschrift fordern auf, dem Gefühl, der Spontaneität, den Stimmungen nachzugeben und die eigene Fantasie bewußt zu machen. Aber nicht nur der Mensch als ichbezogene Einzelperson ist angesprochen, sondern der Mensch als Mit-Mensch im Kontext mit seiner Umwelt."[3]

Er schuf Bühnenbilder unter anderem zu folgenden Stücken:
- 1959 "Korczak und die Kinder" von Erwin Sylvanus, "Die Stühle" von Eugène Ionesco.[4]
- 1961 "Cocktail Party" von Eliot.[4]
- 1962 "Blick zurück im Zorn" von Osborne, "Andorra" von Max Frisch, "Die Physiker" von Dürrenmatt.[4]
- 1964 "Draußen vor der Tür" von Wolfgang Borchert, "Minna von Barnhelm" von Gotthold Ephraim Lessing.[4]
- 1967 "Sechs Personen suchen einen Autor" (Originaltitel: "Sei personaggi in cerca d´autore") von Luigi Pirandello.[5] "Biedermann und die Brandstifter" von Max Frisch.[4]
- 1968 "Die Kassette" von Carl Sternheim.[4]
- 1969 "Biografie" von Max Frisch.[4]
- 1971 "Die Nashörner" von Eugène Ionesco.[4]
- 1973 "Der Kirschgarten" von Tschechow.[4]
- 1976 "Nora" von Henrik Ibsen. Hier entwarf er auch die Kostüme.[6]

Neben seiner Tätigkeit als Lehrer, Maler, Bühnenbildner, Bildhauer und Schriftsteller widmete sich Mike Rose gelegentlich der Musik, insbesondere dem Free Jazz.

## Veröffentlichungen (Auswahl)
- "Mike Rose. Bamberg 1959-1979." Katalog zur Ausstellung in der Neuen Residenz, Bamberg. Edition 7&70, Hanau 1979, ISBN 3-921726-05-0 (120 Abb.).
- Mike Rose: Der Tag an dem ich mich entscheiden musste. Dr. Bachmaier Verlag, Breitengüßbach Bamberg 1980, ISBN 3-88605-005-X.
- Mike Rose: Das Unbuch. Dr. Bachmaier Verlag, München 1981, ISBN 3-88605-007-6.
- Mike Rose: afternoon. Dr. Bachmaier Verlag, Breitengüßbach Bamberg 1981, ISBN 3-88605-006-8.
- Mike Rose: Letternbilder 1. Dr. Bachmaier Verlag, Breitengüßbach Bamberg 1981, ISBN 3-88605-009-2.
- "Mike Rose". Siegen 1994 (21. Abb.).
- "Mike Rose, Licht und Raum: Raumbilder, Zeichnungen, Collagen, Objekte und Installationen." Katalog zur Ausstellung Galerie Kunst im Licht, RZB Bamberg, vom 12. Juni bis 20. November 1988. Bamberg 1988 (55 Abb.).
- "Andeutungen. Mike Rose. Bamberg 1959-1999". Katalog zur Ausstellung in der Stadtgalerie Bamberg Villa Desauer vom 1. August bis 12. November 1999. Bamberg 1999 (130 Abb.).
- Calligrafien von Mike Rose in: "Der Goldfisch im Glas redet und redet: Annäherungen an das traditionelle Haiku.", Dr. Bachmaier Verlag, München 1981, ISBN 3-88605-010-6.
- Mike Rose: Essay Für den Frieden. Edition 7&70, Hanau 1983, ISBN 3-921726-17-4.